# Ocourt
Ocourt (toponimo francese) è una frazione di 134 abitanti del comune svizzero di Clos du Doubs, nel Canton Giura (distretto di Porrentruy).

## Storia

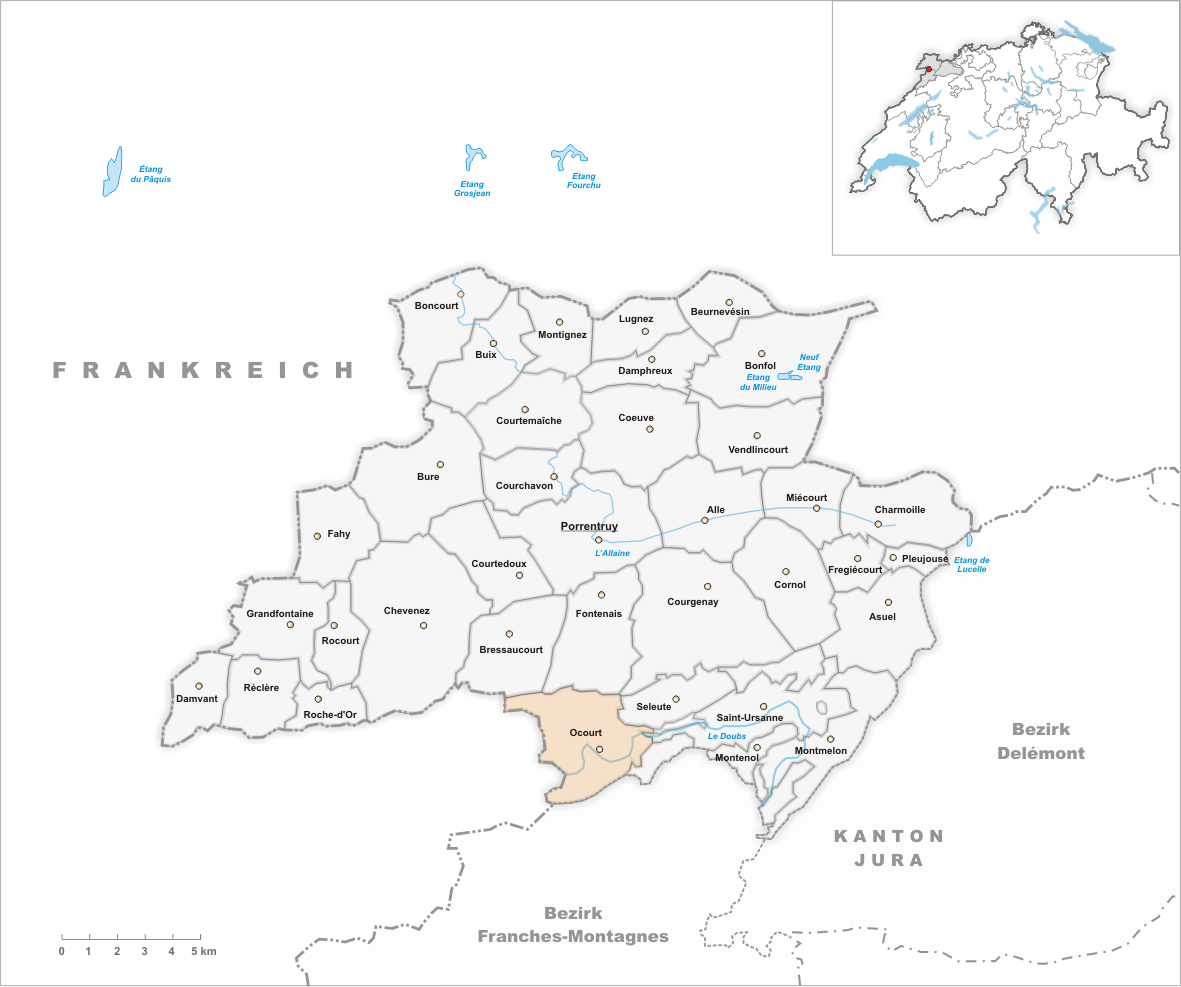
Il territorio del comune di Ocourt prima degli accorpamenti comunali del 2009

Già comune autonomo che nel 1882 aveva inglobato il comune soppresso di Montvoie, si estendeva per 11,63 km² e comprendeva anche le frazioni di La Motte e Monturban; il 1º gennaio 2009 è stato a sua volta accorpato agli altri comuni soppressi di Epauvillers, Epiquerez, Montenol, Montmelon, Saint-Ursanne e Seleute per formare il nuovo comune di Clos du Doubs.

## Monumenti e luoghi d'interesse

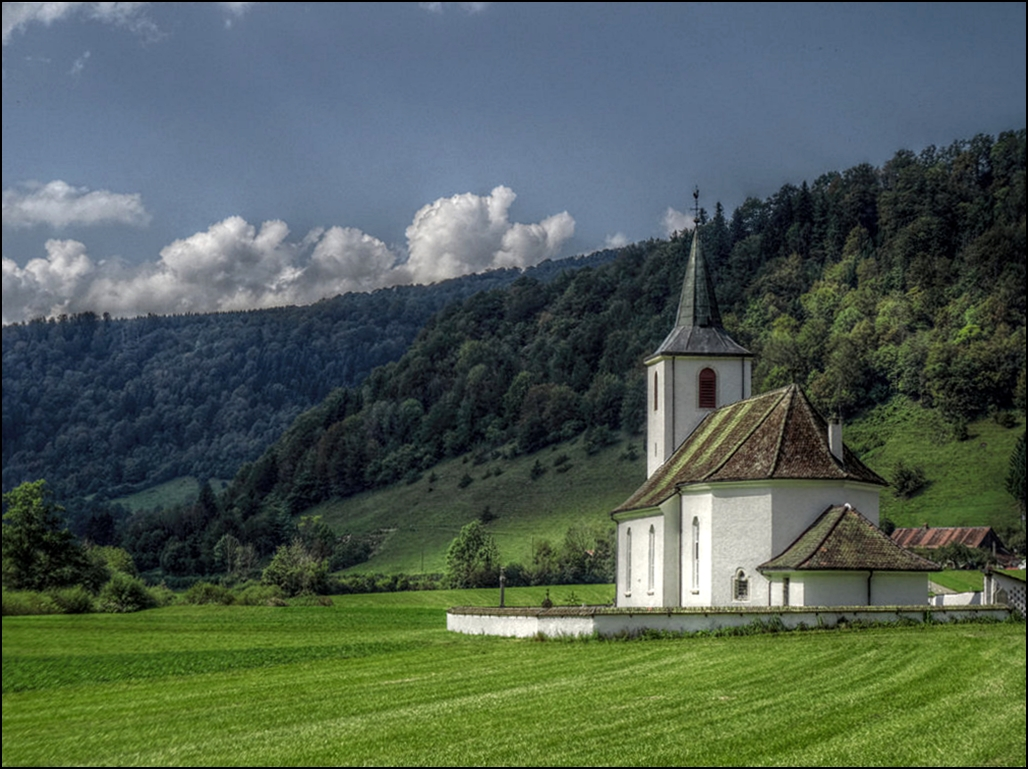
La chiesa di Saint-Valbert

- Chiesa cattolica di Saint-Valbert in località La Motte, attestata dal 1139 e ricostruita nel 1636-1641[1].

## Società

### Evoluzione demografica
L'evoluzione demografica è riportata nella seguente tabella (dal 1850 con Montvoie):
Abitanti censiti

## Amministrazione
Dal 1836 comune politico e comune patriziale erano uniti nella forma del commune mixte.